# وادلی (جورجیا)
وادلی، جورجیا (به انگلیسی: Wadley, Georgia) یک شهر در ایالات متحده آمریکا با جمعیت ۲٬۰۶۱ نفر است که در جورجیا واقع شده‌است.

## موقعیت جغرافیایی
موقعیت جغرافیایی شهرها و مناطق اطراف به شرح زیر است: